# Loitokitok Airport
Loitokitok Airport är en flygplats i Kenya.   Den ligger i länet Kajiado, i den södra delen av landet, 200 km söder om huvudstaden Nairobi. Loitokitok Airport ligger 1 613 meter över havet.
Terrängen runt Loitokitok Airport är kuperad åt nordväst, men åt sydost är den platt. Runt Loitokitok Airport är det ganska tätbefolkat, med 248 invånare per kvadratkilometer. Trakten runt Loitokitok Airport består till största delen av jordbruksmark.